# Camp de concentration de Montreuil-Bellay
Le camp de concentration de Montreuil-Bellay est situé sur la commune de Montreuil-Bellay, en France, en Maine-et-Loire.

## Historique

### Seconde Guerre Mondiale

#### Localisation et choix du site
Poudrière française située en Maine-et-Loire à une quinzaine de kilomètres de Saumur, transformée en stalag par les Allemands le 21 juin 1940, ce terrain de 5 hectares fut ensuite transformé par le régime de Vichy en un « camp de concentration à vocation régionale » spécifique pour les roms. En effet, les Allemands réorganisent les camps pour éviter la cohabitation dans un même lieu d'internés d'origines différentes (Tsiganes et Juifs par exemple) et aussi pour réduire les effectifs de garde.

#### Camp de concentration pour nomades

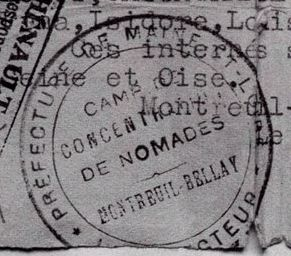
Tampon du « camp de concentration de nomades » de Montreuil-Bellay, 23 janvier 1943

Le décret-loi du 6 avril 1940 interdit la circulation des nomades sur le territoire français pendant toute la durée de la guerre car suspectés d'être ou devenir des espions.
Les premiers roms raflés arrivent au camp le 8 novembre 1941, en provenance du camp de la Morellerie, en Indre-et-Loire, fermé à la demande des autorités allemandes. Le 2 décembre, ce sont les 213 internés du camp de Coray, dans le Finistère, qui sont transférés à Montreuil.
Les derniers le quittent en janvier 1945 pour le camp de Jargeau et le camp des Alliers d'où ils sont libérés en mars 1946. Des clochards de Nantes sont également internés en 1942. 3 000 personnes passèrent par ce camp qui compta jusqu'à 1 096 internés en août 1942.
Le 16 janvier 1945, les derniers nomades sont transférés vers le Camp des Alliers (50 personnes) à Angoulême et vers le camp de Jargeau (285 personnes).

#### Camp d'internement de civils allemands
Après le transfert des « nomades », en janvier 1945, le camp sert à l'internement de civils allemands.

### Après la Seconde Guerre mondiale

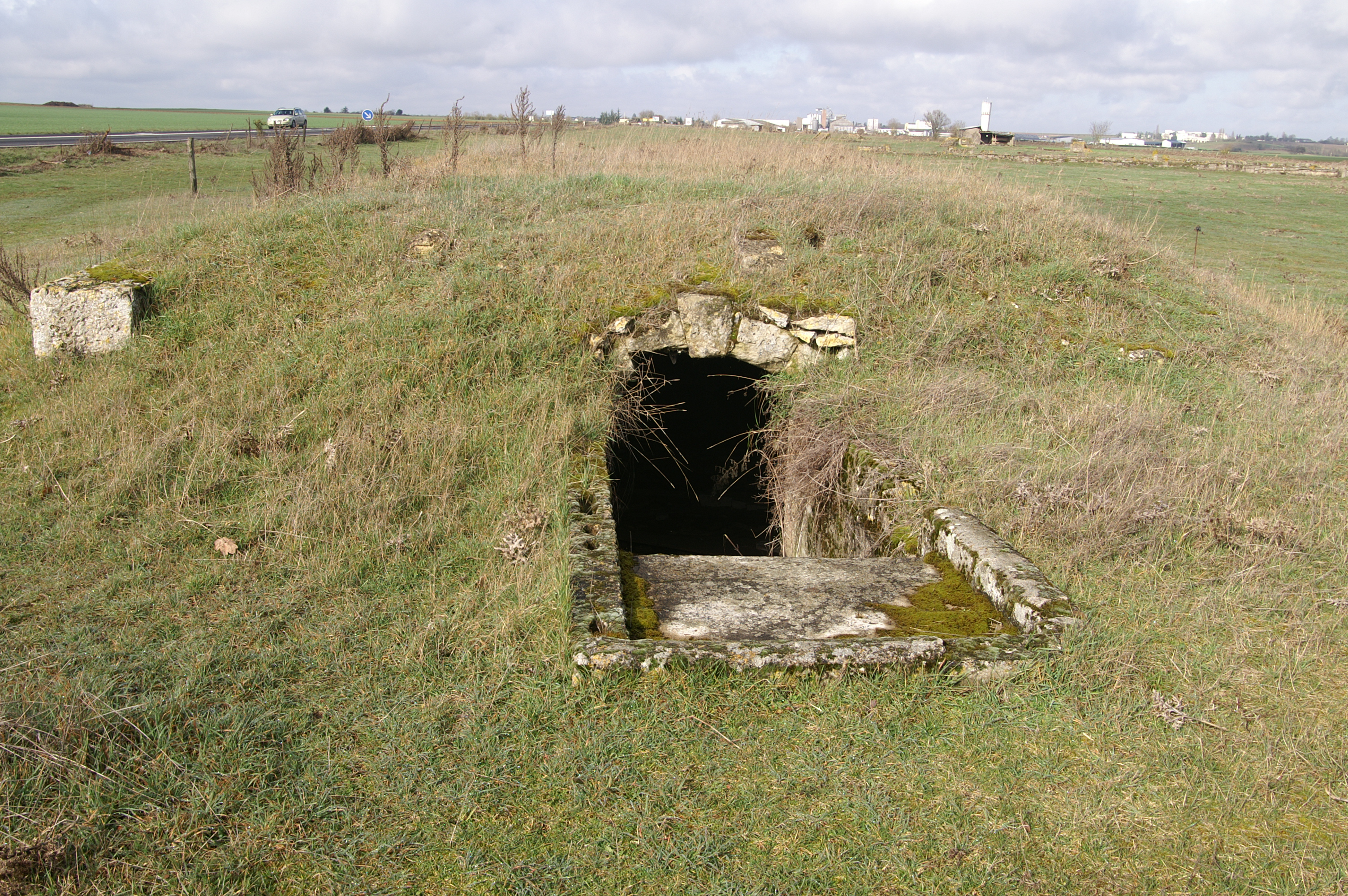
Vestiges de la prison du camp

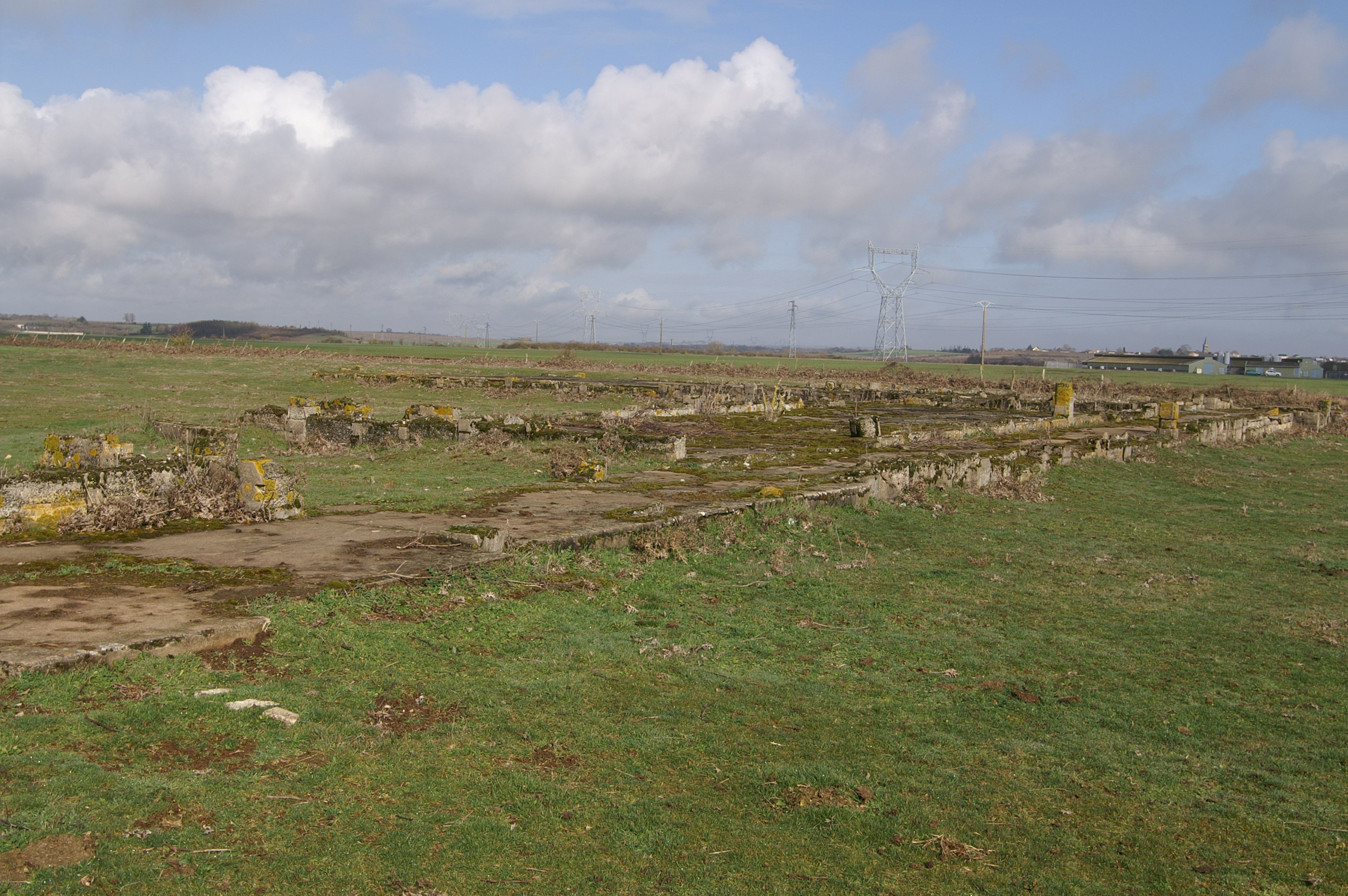
Vestiges du camp

Grâce aux travaux de l'historien local Jacques Sigot qui sera le premier à mettre en lumière le camp dans son ouvrage paru en 1983, une stèle est inaugurée en 1988 sur le site.
En juillet 2010, les ruines de ce camp sont inscrites monument historique afin d'empêcher leur disparition totale et d'en faire un lieu de mémoire. L'ensemble du site est classé par arrêté du 27 septembre 2012,. Une autre parcelle est également classée par arrêté du 4 décembre 2013.
En avril 2016, un projet de valorisation des lieux en mémorial est annoncé par la préfète Béatrice Abollivier.
Le 29 octobre 2016, une cérémonie d'hommage national des 70 ans de la fermeture des derniers camps français d'internement de nomades est tenue et une stèle commémorative est inaugurée en présence du président de la république François Hollande, lequel reconnaît à cette occasion la responsabilité de la France dans ces internements.
Un centre de mémoire et musée est annoncé en 2024, il doit voir le jour en 2026.